# Nanhermannia tenuisetosa
Nanhermannia tenuisetosa är en kvalsterart som beskrevs av P. Balogh 1985. Nanhermannia tenuisetosa ingår i släktet Nanhermannia och familjen Nanhermanniidae. Inga underarter finns listade i Catalogue of Life.